# Ouratea laevis
Ouratea laevis là một loài thực vật có hoa trong họ Ochnaceae. Loài này được De Wild. & T.Durand mô tả khoa học đầu tiên năm 1899.